# San José del Quelite
San José del Quelite är en ort i Mexiko.   Den ligger i kommunen Fresnillo och delstaten Zacatecas, i den centrala delen av landet, 600 km nordväst om huvudstaden Mexico City. San José del Quelite ligger 2 078 meter över havet och antalet invånare är 199.
Terrängen runt San José del Quelite är en högslätt. Runt San José del Quelite är det ganska glesbefolkat, med 38 invånare per kvadratkilometer. Närmaste större samhälle är Fresnillo, 18,0 km sydväst om San José del Quelite. Omgivningarna runt San José del Quelite är i huvudsak ett öppet busklandskap.